# Эренрейх, Барбара
Барбара Эренрейх (англ. Barbara Ehrenreich, урожд. Барбара Александер; 26 августа 1941[…], Бьютт, Монтана — 1 сентября 2022, Алегзандрия, Виргиния) — американский иммунолог, деятельница демократического социалистического и левого феминистического движения, публицист (представитель современной разоблачительной журналистики).

## Биография
В 1968 году получила докторскую степень в Рокфеллеровском университете. Преподавала в Университете штата Нью-Йорк, Нью-Йоркском университете, Калифорнийском университете.
Почётный председатель Демократических социалистов Америки. Поддерживала кандидатуры Ральфа Нейдера (2000), Денниса Кучинича и Джона Керри (2004), Барака Обамы (2008).
Наиболее известные книги: Nickel and Dimed: On (Not) Getting By in America (2001; в 2010 году, по данным Американской ассоциации библиотекарей, вошла в список 10 книг, которые чаще всего пытались изъять из библиотечных фондов, затем в сотню лучших книг XXI века по версии «Гардиан») и Dancing in the Streets: A History of Collective Joy (2007), Smile Or Die: How Positive Thinking Fooled America and the World (британское название, 2009).
В 1998 году получила звание «Гуманист года» от Американской гуманистической ассоциации.
В 2006 году была соучредителем организации «Объединённые профессионалы», направленной на защиту трудовых прав.
Называла себя атеисткой в четвёртом поколении.

## Личная жизнь
С 1966 по 1977 год была замужем за Джоном Эренрейхом. В этом браке родились двое детей: профессор права и журналистка Роза Брукс и писатель Бен Эренрейх. С 1983 по 1993 год была замужем за Гэри Стивенсоном.